# Iljušin Il-14
Iljušin Il-14 (V kódu NATO „Crate“) byl sovětský dvoumotorový vrtulový víceúčelový letoun, který byl vyráběn i v Československu jako Avia 14.

## Vývoj

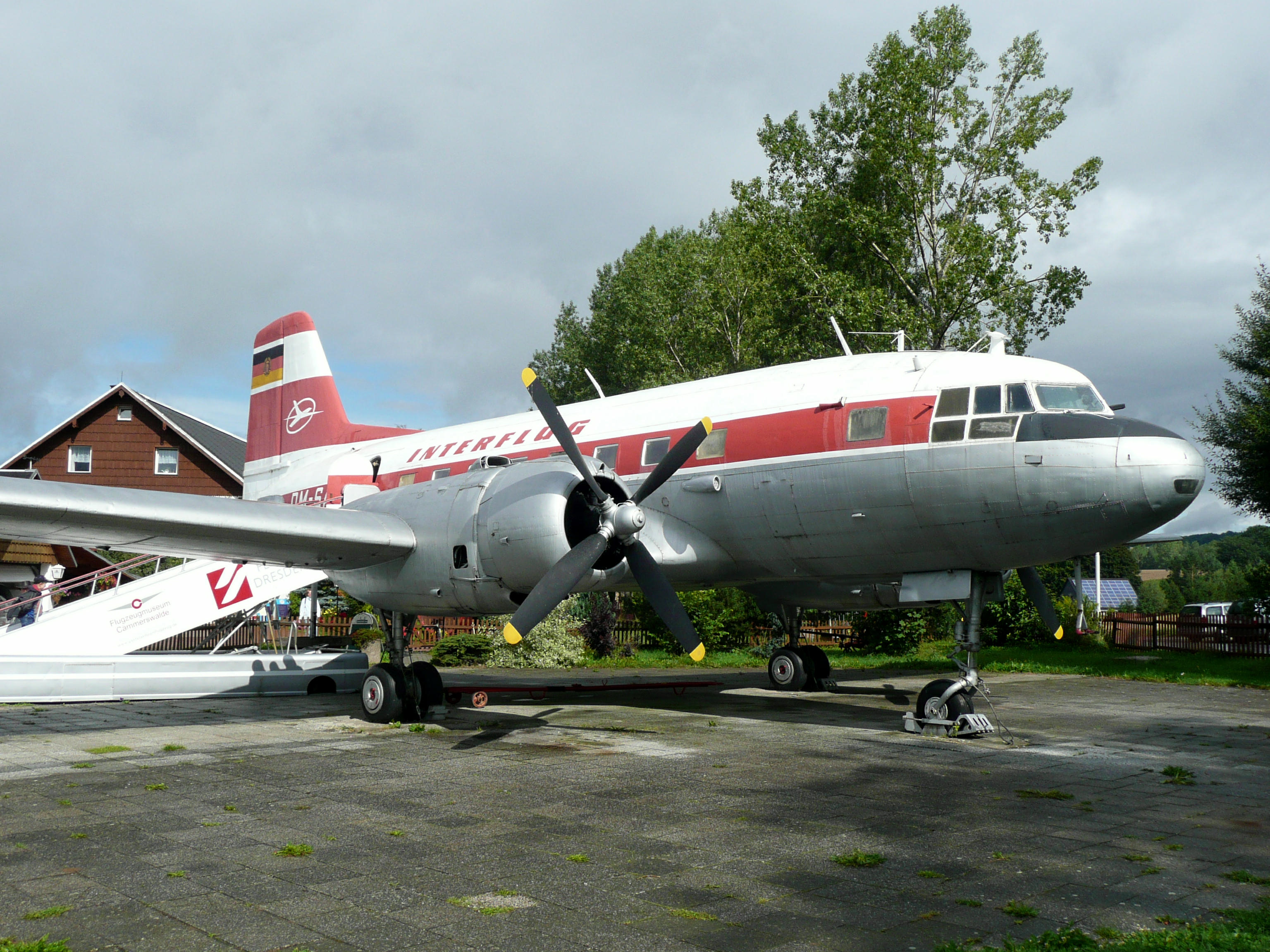
Il-14 letecké společnosti Interflug (DM-SAB), která s nimi zahájila provoz v září 1955

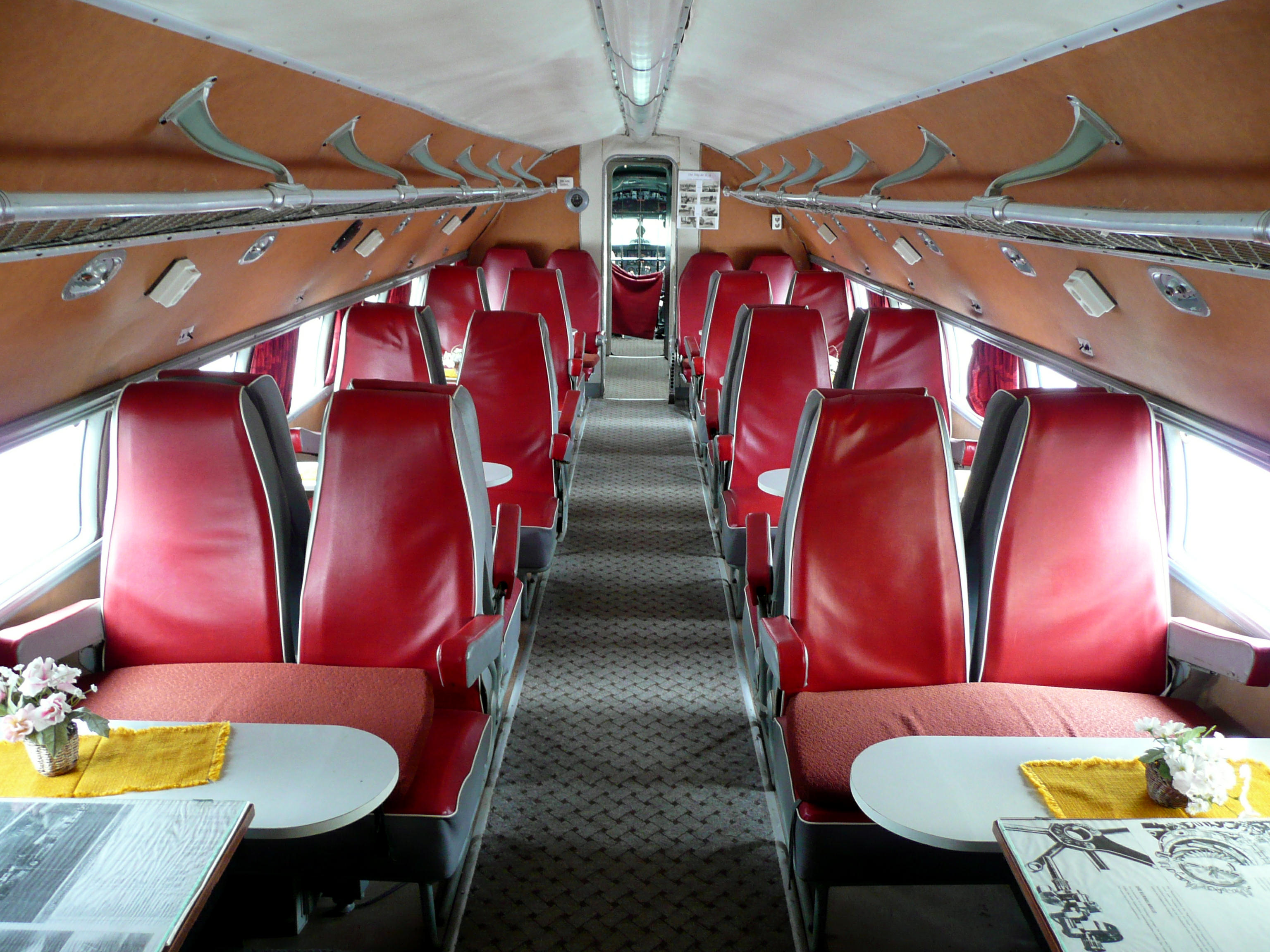
Palubní kabina letounu Il-14 (DM-SAB), Interflug

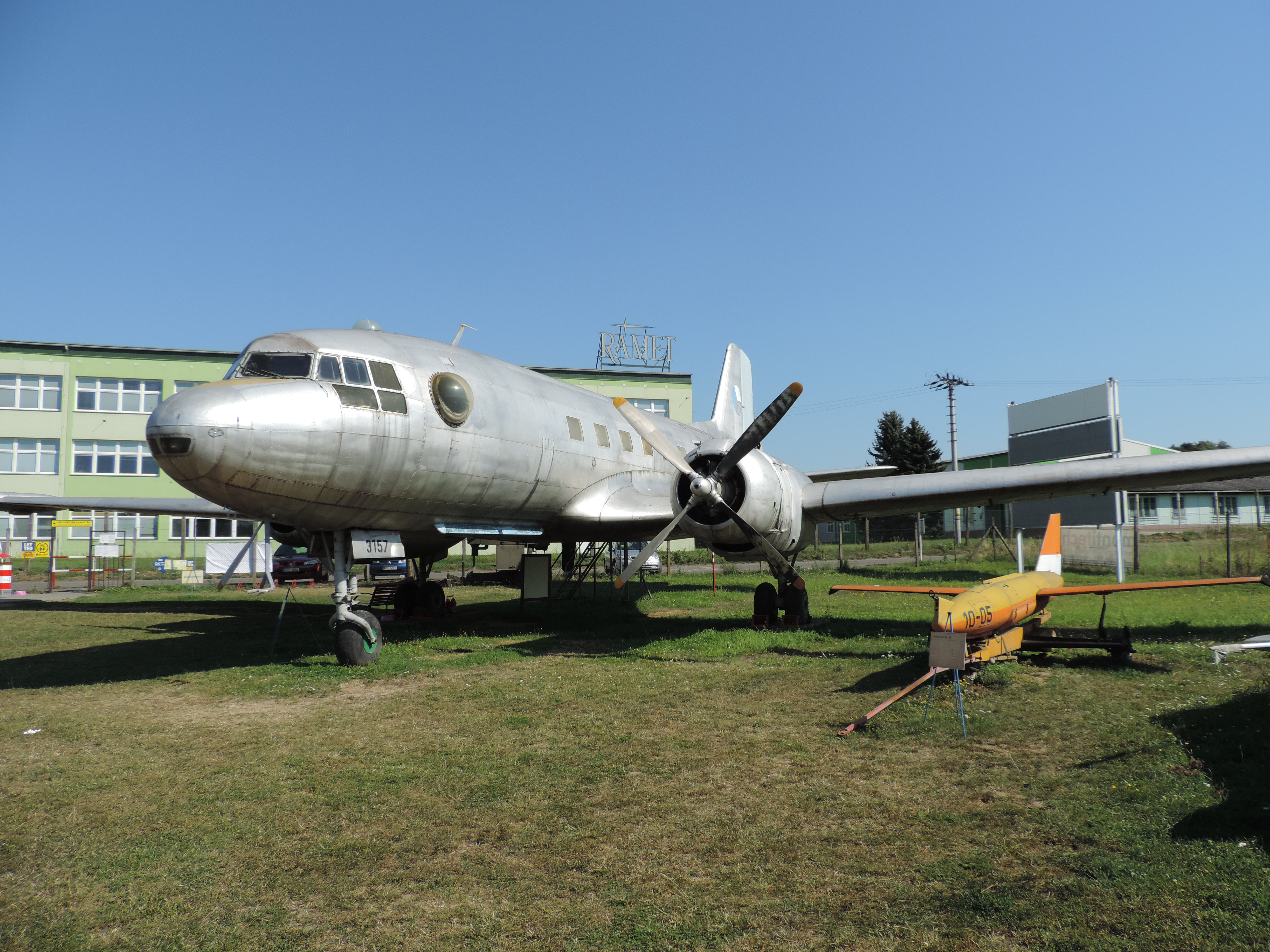
Av-14T (3157), Letecké muzeum Kunovice

Iljušin Il-14 byl nástupcem letounu Il-12, jednalo se v podstatě o jeho výraznou modernizaci, na které začala konstrukční kancelář S. V. Iljušina pracovat v roce 1949. Trup původní Il-12 byl zachován, inovací prošlo křídlo s menší plochou a s jiným půdorysem i vnitřní konstrukcí, SOP, pohonné jednotky AŠ-82T o výkonu po 1397 kW s vrtulemi AV-50, přístrojové vybavení a instalace. Palivové nádrže byly zvětšeny a přemístěny z centroplánu do vnějších částí křídla. Celý letoun byl rovněž aerodynamicky zjemněn.
První prototyp vzlétl z letiště moskevského závodu Znamja Truda s piloty Vladimirem a Konstantinem Kokkinaki 20. září 1950. Zkušební provoz probíhal v letech 1950-52 v různých letových a klimatických podmínkách. Za deset let výroby došlo na několik verzí a obměn.
V roce 1953, po ukončení státních zkoušek, započala sériová výroba pod označením Il-14P (Passažirskij), na jejíž produkci se podílel také výrobní závod v Kazani. Stroj určený především na expresní tratě měl kabinu cestujících uspořádanou pro 18 sedadel, vestavěných v šesti řadách po třech vedle sebe. Na linky Aeroflotu byl poprvé nasazen 30. listopadu 1954.
Pro sovětské letectvo byla následně do výroby zařazena transportní verze Il-14T s velkými nákladními vraty na levé straně trupu za křídly s vestavěným kladkovým jeřábem. Od této varianty byla odvozena výsadková verze Il-14D (Desantnyj) se sklopnými lavicemi podél stěn kabiny. Il-12P posloužil jako vzor také pro salónní verzi Il-12S, určenou pro přepravu význačných osobností.
V roce 1955 byl trup letounu prodloužen o 1000 mm. Vznikla tak varianta Il-14M (Il-14M-24) pro 24 cestujících. Pasažéři seděli v šesti řadách, po dvou na každé straně, s uličkou uprostřed. V roce 1956 byl vyvinut nový interiér, do kterého se vešlo 32 sedadel a nová verze Il-14M-32 brzy nahradila na výrobních linkách předcházející typ. Ekonomii provozu později zvýšili v dílnách Aeroflotu zabudováním až 36 sedadel. Bylo to v době, kdy se starší verze Il-14P přestavovaly pro 28 cestujících, nebo na čistě nákladní Il-14G (Gruzovoj).
Licenčně byl v období let 1956 až 1958 vyráběn VEB Il-14P v NDR drážďanským závodem VEB Kooperationszentrale für die Flugzeugindustrie v Klotzsche i v Československu výrobcem Avia v Praze-Letňanech, kde bylo od zahájení výroby v roce 1955 vyrobeno 203 kusů Avia Av-14. Společně s výrobními podklady byl Avii předán i vzorový kus Il-14P (výr. č. 4340507). První Av-14 (výr. č. 601101, imatrikulace OK-KAA) byl zalétán 14. srpna 1956 Petrem Širokým a Václavem Martínkem. Od 4. září 1956 byl zkoušen ve VZLÚ v Letňanech. Druhý vyrobený letoun (601102) poprvé vzlétl 11. září 1956 a následně byl odeslán na testy do SSSR. Třetí stroj Av-14 (601103) zalétaný 27. září 1956 byl předán československému vojenskému letectvu, stejně jako další tři vyrobené exempláře. Poté následovala produkce 22 letounů pro SSSR, z nichž první (601107) byl předán v prosinci 1956 a poslední (603107) v první polovině roku 1957. Další vyrobený stroj (603108, SP-LNN) byl odprodán polské letecké společnosti LOT.
V roce 1957 převzaly ČSA celkem pět letounů Av-14-24 se zvýšenou vzletovou hmotností a to OK-LCA nasazený do provozu 14. června, OK-LCB, dále OK-LCC (na linkách od 20. června), OK-LCD (ve službě od 3. července) a OK-LCE, který sloužil od 31. července. Šestým strojem ČSA byl OK-LCF předaný 8. května 1958, což byla připravená vylepšená verze Av-14-32. Již během dubna byly zalétány „Čtrnáctky“ OK-MCH, OK-MCI a OK-MCJ, která se 11. října 1968 zřítila u Ptic. V červnu 1958 byly pro ČSA zalétány dva letouny OK-MCG (1. února 1972 přistál v Karlových Varech bez podvozku a následně byl zrušen) a OK-MCL následované v červenci stroji OK-MCO, -MCP, -MCR, -MCK, -MCS, -MCT (10. října 1962 havaroval u Slavkova za ztížených povětrnostních podmínek) a -MCU. V srpnu 1958 to pak byly letouny OK-MCV (zrušen 25. října 1973) a -MCM. Další čtyři stroje vzlétly v průběhu září (OK-MCN, -MCW, -MCX a -MCY). Jako poslední vzlétla 7. října Av-14 OK-MCZ, která 2. ledna 1961 narazila do vedení vysokého napětí.
Od roku 1957 se v Avii začalo pracovat také na transportní verzi Av-14T pro československé vojenské letectvo, která byla dokončena v říjnu 1958. Záhy po továrních testech převzala ČSLA první kus (výr. č. 803101, evidenční č. 3101). Do konce prosince 1958 byly ještě dodány letouny ev. č. 3105, 3106, 3107 a 3108, které byly zařazeny k 1. dopravnímu výsadkovému leteckému pluku na letišti Praha-Kbely. V lednu 1959 vojsko převzalo Av-14T (ev. č. 3109) a v březnu další dva stroje výrobních čísel 913114 a 913115. Do srpna 1959 bylo 1. dvlp, který se přestěhoval na letiště Prostějov, dodáno ještě osm Av-14T. Další přebírání pokračovalo do října 1959, kdy do služby nastoupily další čtyři stroje a v  listopadu pak dva (ev. č. 3145 a 3147). Následující stroj 3147 byl později přestavěn na speciální radiotechnické vybavení. Další dva dodané letouny ČSLA ukončily svou kariéru havárií. 3148 narazil 22. srpna 1964 do země v oblasti Hůrka u Nového Jičína a 3149 ze stavu 46. bombardovací letecké divize narazil v mlze do terénu v oblasti Litenčická pahorkatina 30. března 1960. Následná dodávka zahrnovala čtveřici „Čtrnáctek“ ev. č. 3150 až 3153, v lednu 1960 pak 3154 až 3159. Dodávka 36 objednaných strojů Ministerstvem národní obrany byla ukončena v únoru 1960 posledním kusem 3160, který byl později přestavěn společně s 3109 na verzi Av-14SRS. V 60. létech sloužily u 10. protiradiotechnického leteckého oddílu. Dne 14. dubna 1960 byl zalétán letoun výrobního čísla 013167 jako náhrada za havarovaný 3149. Později byl předán ČSA, kde s imatrikulací OK-OCA složil jako poštovní a nákladní do své havárie 11. února 1977. Další Av-14T (výr. č. 013168) byl dodán do ČLR. V roce 1958 převzala tři „Téčka“, v roce 1959 to bylo 9 kusů a v následujícím roce 11. SSSR převzal v roce 1959 11 transportních strojů československé verze, Mongolsko ve stejném roce obdrželo jeden kus a Guinea v roce 1960 rovněž po jednom. Jednalo se o poslední letoun Av-14T (výr. č. 013173) vyprodukovaný v Letňanech, který v Africe sloužil pod značkou 3X-BKE, změněnou pak na 3X-GAF. Po návratu do ČSSR v polovině 60. let byl zařazen do ČSLA jako 3173.
Koncem 50. let 20. století objednaly ČSA u Avie prodlouženou verzi o 1000 mm, označenou Av-14-32, pro 32 cestujících. Stroj měl plně rekonstruovaný interiér, přístrojové a elektrické vybavení. Brzy poté následovala varianta pro přepravu 40 pasažérů v deseti řadách po čtyřech vedle sebe, s uličkou uprostřed. Na tuto verzi byly postupně přestavěny všechny Av-14-32. Čtyřicetimístné Avie nesly označení Av-14-40 (také Av-14-32A).

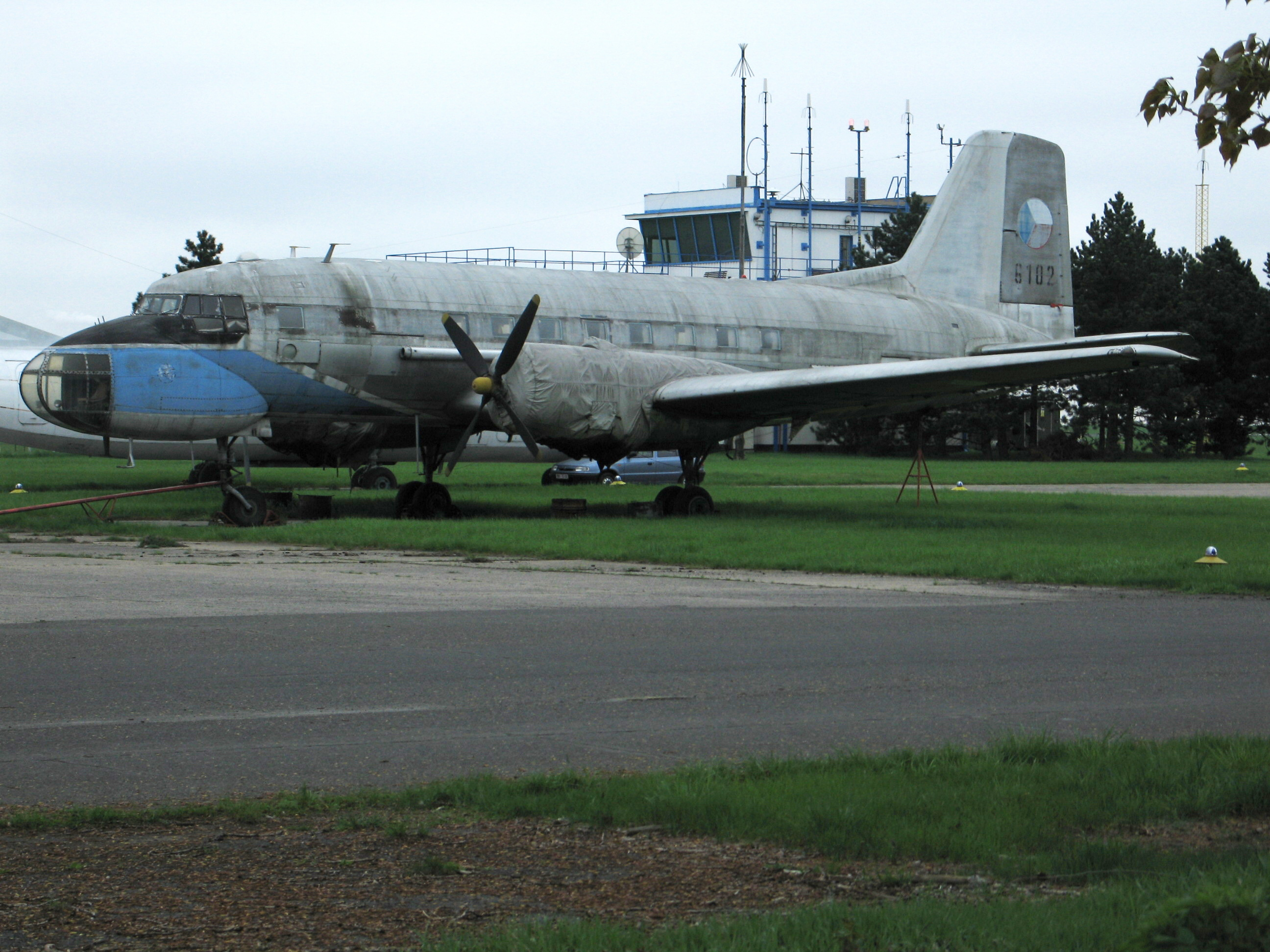
Avia Av-14FG (6102) na letišti Praha-Kbely

U následující verze Av-14 Super z roku 1959 se podařilo zvýšit vzletovou hmotnost při současném snížení hmotnosti prázdného letounu. Stavěla se v modifikaci pro 42 cestujících na krátké vnitrostátní tratě, pro 36 cestujících na krátké mezinárodní tratě a pro 32 cestujících na střední mezinárodní tratě. Av-14 Super dodatečně vybavené koncovými palivovými nádržemi na křídle, byly dodávány bulharské společnosti TABSO, guinejské Air Guinée, Aeroflotu i do Mongolska.
Čtyři fotografické speciály Av-14F převzala ČLR. Úkolem přestavby klasických Av-14 byl pověřen Jiří Doležal s řadou externích spolupracovníků. Letouny obdržely novou prosklenou příď, ve které seděl navigátor. Automatické kamery umístěné ve speciálních šachtách za centroplánem obsluhoval další člen posádky. Součástí letounu byla temná komora k vyvolávání a hodnocení snímků. Letouny této verze používalo také letectvo ČSLA.
U ČSA sloužilo v letech 1957 až 1977 celkem 32 letounů Av-14. Jedna Av-14 (OK-LCE) byla v roce 1960 předána Správě dopravních letišť (ČSSDL), kde sloužila do roku 1977 ke kalibraci navigačních zařízení. Stala se tak posledním civilním letounem Av-14 létajícím v ČSSR. Dalším civilním uživatelem byla letka ministerstva vnitra a VZLÚ.

## Verze letounu

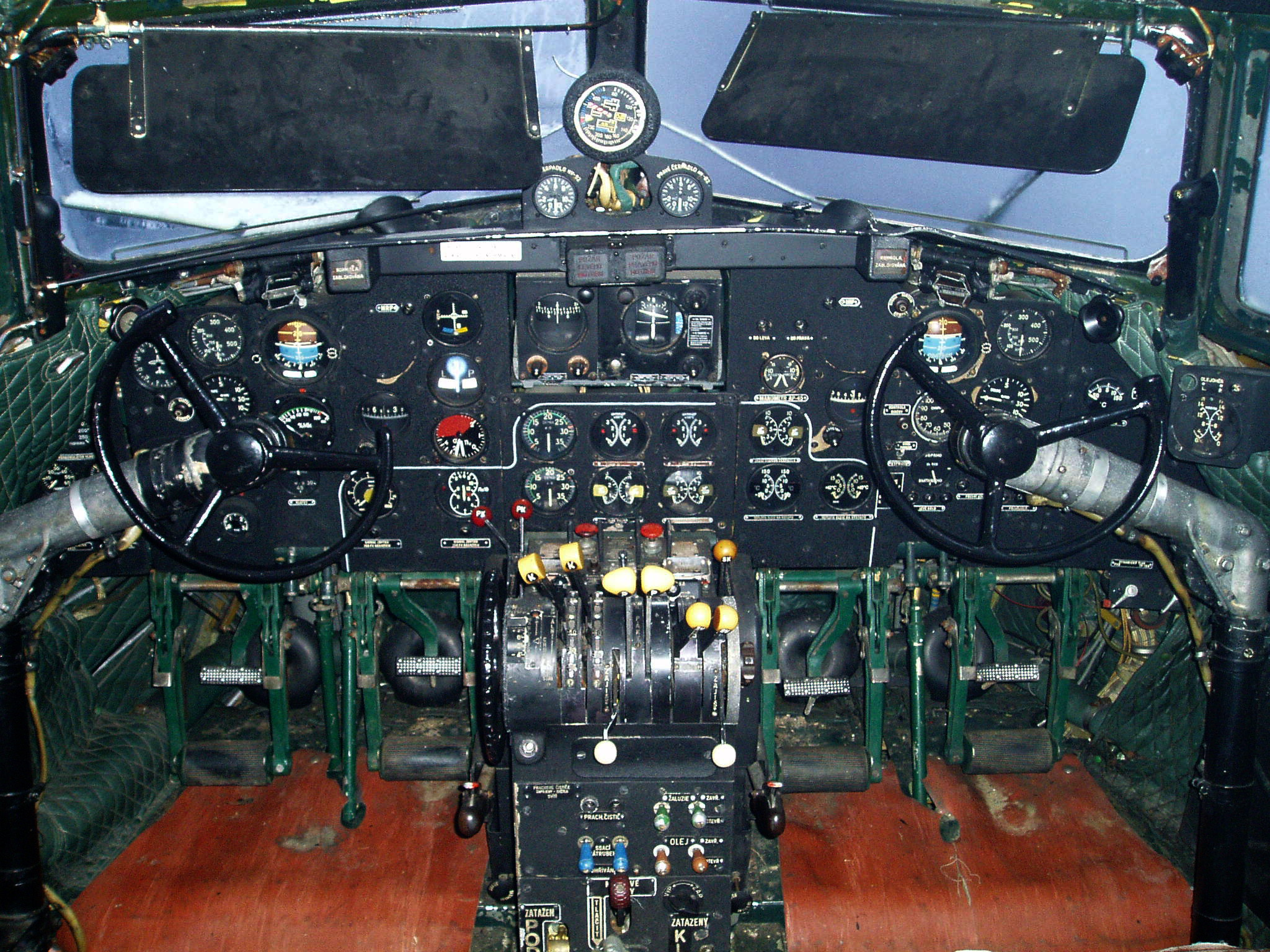
Kokpit Av-14

- Il-14P – dopravní verze s kabinou cestujících pro 18 sedadel v šesti řadách po třech vedle sebe.
- Il-14M – verze s prodlouženým trupem ov1 m, vyráběná od roku 1956 pro 24, později 28–32 cestujících.
- Il-14F – fotografická verze
- Il-14G – transportní verze
- Il-14T – transportní verze s vestavěným kladkovým jeřábem a nákladními vraty na levé straně trupu za křídly.
- Il-14D – výsadková verze se sklopnými lavicemi podél stěn kabiny.
- Il-14S – salónní verze pro přepravu VIP.
- Avia 14 – označení pro československou licenční verzi
- Avia 14T – transportní verze
- Avia 14RT – verze pro radiotechnický průzkum
- Avia 14FG – fotogrammetrická verze
- Avia 14 Super – 42 místná verze vyráběná v Československu

## Specifikace (Il-14M)

Iljušin Il-14

Údaje podle

### Technické údaje
- Posádka: 5
- Cestující: 24–42
- Motor: 2× Švecov AŠ-82T, 1 397 kW
- Rozpětí: 31,70 m
- Délka: 22,31 m
- Výška: 7,8 m
- Nosná plocha: 100,0 m²
- Hmotnost (prázdný): 12 700 kg
- Hmotnost (vzletová): 17 500 kg

### Výkony
- Maximální rychlost: 430 km/h
- Cestovní rychlost: 320 km/h
- Dostup: 7 400 m
- Stoupavost u země: 5,3 m/s
- Dolet: 1 750 km
  - Dolet s maximálním zatížením: 400 km